# Kopys
Kopys (en biélorusse : Копысь, en łacinka : Kopyś ; en russe : Копысь) est une commune urbaine de la voblast de Vitebsk, en Biélorussie. Sa population s'élevait à 850 habitants en 2016.

## Géographie
Kopys occupe la rive gauche du Dniepr et se trouve à 23 km au sud-ouest d'Orcha, à 97 km au sud de Vitebsk, à 184 km à l'est-nord-est de Minsk.

## Histoire
La première mention connue de la localité remonte en l'an 1059.
Le village fut incendié par les troupes russes en 1707, pendant la Grande Guerre du Nord. Kopys fut occupé par l'Empire russe en 1772, puis par les troupes françaises en 1812.
En 1922, Kopys, comme le reste de la Biélorussie, fut rattaché à l'Union des républiques socialistes soviétiques. Le village accéda au statut de commune urbaine le 27 septembre 1938.
Pendant la Seconde Guerre mondiale, Kopys fut occupé par l'Allemagne nazie du 29 juin 1941 au 27 juin 1944. En décembre 1941, l'ensemble de la population juive, soit 200 à 300 personnes, fut enfermé dans un ghetto établi sur le site d'une manufacture de lin, à un kilomètre de la localité. Le 12 janvier 1942, quelque 250 personnes qui avaient été détenues dans ce ghetto furent assassinées.
Le 20 août 2007 un nouveau pont fut ouvert sur le Dniepr, reliant Kopys à Aleksandria, sur la rive droite.

## Population
Recensements (*) ou estimations de la population :
| 1825  | 1881  | 1897* | 1923* | 1926* | 1939* |
| ----- | ----- | ----- | ----- | ----- | ----- |
| 2 265 | 3 132 | 3 384 | 3 382 | 3 581 | ?     |

| 1959* | 1970* | 1979* | 1989* | 1999* | 2009* |
| ----- | ----- | ----- | ----- | ----- | ----- |
| 1 769 | 1 555 | 1 330 | 1 165 | 1 200 | 910   |

| 2011 | 2012 | 2013 | 2014 | 2015 | 2016 |
| ---- | ---- | ---- | ---- | ---- | ---- |
| 871  | 858  | 837  | 816  | 827  | 850  |

## Personnalités
- Alexandre Loukachenko, homme politique biélorusse, y est né en 1954
- David Remez (1886-1951), homme politique israélien